# Насилов, Владимир Михайлович
Владимир Михайлович Насилов (1893, Зарайск — 1970, Москва) — советский учёный-востоковед, тюрколог, педагог, профессор и заведующий кафедрой тюркской филологии МГУ. Заслуженный деятель науки РСФСР.

## Биография
Родился в городе Зарайск, Зарайского уезда Рязанской губернии (ныне Зарайского района Московской области), в семье священнослужителя. Окончил Зарайское реальное училище, затем Лазаревский институт восточных языков в Москве. 
С 1924 года участвовал в работе по подготовке кадров для национальных республик Средней Азии. В этот период увлёкся уйгурским языком и вскоре основал кафедру уйгурского языка в Московском институте востоковедения. 
В годы массовых репрессий в СССР был осуждён в ходе разгрома востоковедения по сфабрикованному обвинению и длительный срок находился в исправительно-трудовых лагерях и ссылке.
Участвовал в возрождении востоковедного образования в МГУ. Кафедра тюркской филологии существует с 1956 года — с момента образования Института восточных языков при МГУ им. М. В. Ломоносова (с 1972 года — Институт стран Азии и Африки). Со дня её основания кафедрой заведовал В. М. Насилов, которого сменил С. А. Соколов, а затем Э. А. Грунина (до 1995). Здесь вели исследовательскую и педагогическую работу известные учёные и преподаватели: И. В. Боролина, К. М. Мусаев, Н. Н. Калашникова и многие другие.
За длительный период своего руководства В. М. Насилов воспитал многих специалистов-тюркологов. В его творческом наследии остались ценные научные труды по изучению памятников орхоно-енисейской культуры, языка тюркского уйгурского письма XI—XV веков.

## Сочинения
- Насилов В. М. Язык орхоно-енисейских памятников / Под общ. ред. проф. Г. П. Сердюченко; Институт востоковедения АН СССР. — М.: Издательство восточной литературы, 1960. — 88 с. — (Языки зарубежного Востока и Африки). — 1000 экз. (обл.)
- Насилов В. М. Древнеуйгурский язык. — М.: Издательство восточной литературы, 1963. — 122 с. — (Языки зарубежного Востока и Африки). — 1700 экз. (обл.)
- Насилов В. М. Язык тюркских памятников уйгурского письма XI—XV вв. — М.: Наука (ГРВЛ), 1974. — 101 с. — (Языки народов Азии и Африки).